# 瀬口美乃
瀬口 美乃（せぐち よしの、1996年5月11日 - ）は、日本の女優・実業家。
バルーンショップ琴乃美創設者、代表者。
東京都出身。所属事務所はオフィス斬を経てフリーで活動中。

## 略歴
幼少期より剣道、ダンス、テニス、水泳、習字、ピアノなど様々な習い事に通う。6歳から中学3年までに剣道(二段)に励む。
中学生の時に原宿の竹下通りでスカウトされHana*chu→の読者モデルとして芸能活動をはじめる。
2018年5月より配信（Amazon Prime Video）恋愛リアリティーショー「バチェラー・ジャパン」シーズン2に最年少の剣道家として出演。
経営学に興味を持ち、2020年12月に自身のバルーンブランド琴乃美を立ち上げる。
B.LEAGUE所属のプロバスケットボールチーム、広島ドラゴンフライズと琴乃美のコラボが発表され、自身のYouTube「よぴちゃんねる。」で密着映像が配信された。
2024年10月、エンタメチーム「おぶちゃ」加入。

## 人物
- 「よぴ」「よぴちゃん」「よぴ姉」「よぴ様」の愛称で親しまれている[4]。
- 三人兄妹の末っ子。
- 趣味は麻雀・キャンプ・プロレス観戦[5]
- 好きな団体はスターダム。[6]
- アクション、日本舞踊、殺陣、パルクール、中国語を習うなどアクティブな性格で、明るく人懐っこい[7]。
- 大変天然であり共演者からいじられたり[8]、バラエティ番組では突っ込まれることが多い。
- プロレスラーと交友関係が広いことも有名でありX(旧Twitter)には、スターダムの上谷沙弥、岩谷麻優、マリーゴルドの林下詩美[9]との交流の様子がみられる。

## 出演
映画
- 女子カメラ(2012年、フレッシュハーツ、監督：向井宗敏)
- MONSTERZ モンスターズ（2014年、ワーナー・ブラザース映画、監督：中田秀夫）
- 青く瞬く（2015年、監督：清川昌希）　-ヒロイン 森野まき役　鶴川ショートムービーコンテスト 準グランプリ受賞
- きょうのキラ君（2017年2月25日、ショウゲート、監督：川村泰祐） - 桜井由佳里 役
- カイジ ファイナルゲーム（2020年1月10日、東宝、監督：佐藤東弥）

ドラマ
- ハートロス 〜虹にふれたい女たち〜（2016年10月2日、中部日本放送・TBS） - 池田玲奈 役
- 特撮テレビドラマ侵略!ガルパンダZ (2016年4月12日-6月28日、TOKYOMX)-調子学園バスケ部員
- 水曜ミステリー9 トカゲの女 警視庁特殊犯罪バイク班3（2017年2月8日、テレビ東京） - 女子高生・マイコ 役
- ミラー・ツインズ Season2（2019年6月8日 - 6月29日、WOWOW） - 秘書 役
- BS-TBS開局20周年記念ドラマ「伴走者」（2020年3月15日、BS-TBS） -
- 半沢直樹 2020年版 第5話（2020年8月16日、TBS） - 本橋 役
- コールドケース3 ～真実の扉～（2020年12月5日・2021年1月30日、WOWOW） -
- 青のSP―学校内警察・嶋田隆平― 第3話（2021年1月26日、関西テレビ・フジテレビ）-
- 書けないッ!?〜脚本家 吉丸圭佑の筋書きのない生活〜 （2021年1月23日- 3月13日、テレビ朝日）- 涌本AP 役
- 消えた初恋（2021年10月9日 - 12月18日、テレビ朝日） -  瀬戸美乃里 役
- 持続可能な恋ですか？（2022年4月19日－6月21日、TBS系）-
- 刑事7人 Season8 第2話（2022年7月20日、テレビ朝日）[10]-
- HOTEL -NEXT DOOR-（2022年10月15日- WOWOW 連続ドラマＷ) -
- 藤子・F・不二雄SF短編ドラマ「テレパ椎」(2023年、NHK)-
- 海のはじまり（2024年、フジテレビ月9）-
- ハッピー・オブ・ジ・エンド（2024年、フジテレビ・FOD）-

ネットドラマ
- 今際の国のアリス（2020年12月10日、Netflix） -
- 全裸監督2（2021年6月24日 全話配信、Netflix） - 早川沙樹 役
- TNJな人々（2021年6月28日−、YouTube）-大木玲子役
- 酒癖50（2021年7月15日配信-、AbemaTV）-
- すべて忘れてしまうから(2022年10月26日独占配信-、Disney+) ⁻ "F" 母親役[11]
- 女社長と電撃結婚(2025年1月29日独占配信、Top shiort )森川美咲役

恋愛リアリティーショー
- バチェラー・ジャパン（2018年5月25日 - 、Amazon Prime Video）

バラエティ
- chiyahoya TV (2017年-、Ameba FRESH! )-レギュラー
- 教えてもらう前と後（2017年10月17日 - 、MBSテレビ）
- 有田哲平の夢なら覚めないで「崖っぷちハーフ」（2018年、TBS）
- 青山テルマ feat.東京電波女子2nd （2020年2月 - （毎月第4日曜日）、TOKYO MXテレビ）-レギュラー
- ニューヨーク恋愛市場 ~恋のあら騒ぎ~(2022年-ABEMA)

CM
- コカ・コーラ「ぼくらのやりたい100のコト」編（2018年）
- 奉行クラウドシリーズ（2021年）
- セブンアンドアイホールディングス（2021年）
- ニッポンレンタカー（2021年）
- 花王「サクセス24」　彼女役（2021年）
- 旭化成「サランラップ」（2021年）
- Qasee「吹き荒れるオフィス」偏（2021年）
- 日清食品 「日清完全栄養食プロジェクト」(2022年)
- レッドロブスター(2022年)
- ティップネス（2024年）

MV
- 岩田光央 「グラスホッパー」(2017年)
- Jeity(柳田優樹/昭和歌謡リバイバルプロジェクトチームMATSURI)「テキーラ」（2022年3月14日リリース）-ヒロイン
- TRIPLANE 「マイ・ダーリン」（2023年4月5日リリース）
- Original Teeth 「鮫・茅ヶ崎・六本木」（2024年）-ヒロイン
- AKLO 「221 feat. ZORN」 Prod. BACHLOGIC (2024年10月2日リリース)[12]

舞台
- 「オオカミの誘惑」[13]（2023年5月17日（水）～5月21日（日）六行会ホール)-乾さゆり役
- 「Home」（2023年10月6日〜9日、浅草花劇場）[14][15]-ヒロイン・ナミ役
- 「The Great Gatsby 2023」（2023年11月18日-19日、近鉄アート館 / 11月23日 - 27日、三越劇場）[16]-テディ役
- 「浅草怪談屋敷」(2024年7月25日～、浅草花劇場)[17]-ヒロイン・マキ役
- 「100年越しの初恋」（20241年7月26日-8月4日、溝ノ口劇場）-ヒロイン・北条美沙子役
- おぶちゃpresents「Bittersweet Flowers」(2025年4月-6日、シアター風姿花伝)
- おぶちゃ8周年記念公演「魔法使いのパレード（仮題）」（2025年10月2日 - 7日、横浜赤レンガ倉庫1号館 3Fホール）[18]

イベント
- ファッションショー「LOOP vol.9 supported by WEGO」（2017年4月3日、新木場STUDIO COAST）[19]
- 第15回 「七夕織姫コンテスト」 グランプリ受賞(2017年)
- 「東京都福生市観光大使」就任（2017年-2018年）
- 食フェス×エンターテインメントバトルイベント『Fight! in お台場』初代公式応援サポーター就任（2018年8月17日-26日、お台場シンボルプロムナード公園）[20]
- 「SUMMER SONIC 2018 」サマソニイメージガール12代目、サマソニガール就任（2018年8月18日-19日、ZOZOマリンスタジアム、幕張メッセ）
- ファッションショー「ViViD Girls & Mens Collection」（2018年8月21日、お台場シンボルプロムナード公園 ）